# Dark Bane
Pour les articles homonymes, voir Bane.
Personnage de fiction apparaissant dans
Star Wars.
Darth Bane est un personnage de l'univers étendu de Star Wars. Il s'agit de l'un des seigneurs Sith les plus connus, à l'origine de la résurrection des Siths grâce à la Règle des deux. Son apparition, très brève, dans le dernier épisode de la sixième saison de la série animée Star Wars: The Clone Wars lui permet d'entrer dans l'univers officiel.

## Biographie

### Univers officiel
Un millénaire avant la bataille de Yavin, Darth Bane, en tant que Seigneur noir des Sith, dirige un Empire Sith qui met à mal les forces de l'ordre Jedi. Cependant, les Jedi finissent par le vaincre. Après la chute de son Empire, Darth Bane est le seul survivant Sith. Il s'éclipse après cette défaite, tout en trouvant une nouvelle solution pour perpétuer l'ordre Sith de façon stable,,.
Darth Bane instaure la Règle des deux. Celle-ci, pour éviter d'affaiblir les Sith par des tensions internes à l'ordre, stipule que seuls deux Sith le dirigeront : un maître et un apprenti. La Règle des deux s'inspire de la prophétie de la dyade, et dès lors chaque maître Sith essaie de former une dyade de Force avec son apprenti. Cette paire de Sith forme les deux Seigneurs des Sith,.
Il est enterré sur Moraband à sa mort.

#### Guerre des clones
Durant la guerre des clones, le maître Jedi Yoda, au cours de sa quête de l'immortalité spirituelle, voyage à Moraband. Il se rend dans la Vallée des Seigneurs noirs, où de nombreux Sith, dont Darth Bane, sont enterrés. Yoda y rencontre l'esprit de Bane, physiquement mort depuis un millénaire. Yoda révèle alors qu'il connaît Bane et sait qu'il a créé la Règle des deux qui structure l'ordre Sith moderne,.

### UniversLégendes
À la suite du rachat de la société Lucasfilm par The Walt Disney Company, tous les éléments racontés dans les produits dérivés datant d'avant le 26 avril 2014 ont été déclarés comme étant en dehors du canon et ont été regroupés sous l’appellation « Star Wars Légendes ».
Dessel est un jeune mineur très pauvre sur la planète Apatros, dans la Bordure extérieure. Son père est violent avec lui. Après avoir tué un officier républicain, Dessel quitte son monde natal pour fuir la République galactique.
Le jeune Dessel rejoint l'armée des Sith où il se fait remarquer lors de missions périlleuses, avant de rejoindre l'ordre Sith et d'apprendre sur l'académie Sith de Korriban. Apprenti du Côté obscur de la Force, Dessel abandonne son nom et se fait appeler comme son père l'appelait autre fois pour l'humilier, Bane.
Bane découvre l'holocron de Revan, où des informations ont été enregistrées trois millénaires plus tôt. Il y découvre les détails de la maîtrise d'une puissante capacité de la Force, la bombe psychique. Il enseigne ensuite cette aptitude aux Sith, sans révéler qu'elle détruirait des Jedi, mais surtout l'ordre Sith tel qu'il est pour l'instant. 
Lors de la septième bataille de Ruusan, qui oppose Sith et Jedi, le dirigeant des Sith, Skere Kaan, se retrouve désespéré face à un début de défaite contre l'ennemi Jedi. Le Sith active la bombe psychique, une puissante capacité de la Force. Il élimine tous les utilisateurs de la Force présent dans la zone, c'est-à-dire l'intégralité des forces présentes : l'ensemble de la Confrérie des ténèbres et des centaines de Jedi. Ce massacre n'épargne qu'un survivant, Darth Bane,. 
Bane a manipulé Skere Kaan pour amener à cet événement. Bane pense en effet que, si les Sith échouent, c'est parce qu'ils sont trop nombreux et n'acceptent pas d'être dominés dans une hiérarchie. Il crée la Règle des deux : il ne faut qu'il n'y ait que deux Sith : l'un possède le pouvoir, l'autre doit le convoiter. Le premier est le maître, le second est l'apprenti. Une fois assez puissant, l'apprenti doit ensuite tuer le maître pour adopter un autre apprenti. La Règle des deux doit permettre en outre aux Sith de pouvoir se cacher en attendant de se renforcer. Darth Bane est dès lors considéré par son ordre Sith comme le « Sith Ari », équivalent de l'« Élu » des Jedi. 
Bane découvre Rain, une enfant qui a été enrôlée dans l'armée de la lumière pour participer à la bataille de Ruusan. Elle vient de tuer un Jedi sous le coup de la colère, et peut succomber facilement dans le Côté obscur. Rain est traumatisée, au point de mutiler son cousin, qui souhaite la protéger de Bane. Elle finit par accepter de rejoindre Darth Bane, et par prendre le nom de Darth Zannah, devenant ainsi l'apprentie de Bane. 
Quelques années plus tard, Bane se rendit sur Dxun (la lune de la planète Ondéron) où se trouvait le tombeau du seigneur Sith Freedon Nadd. En arrivant vers l'entrée du tombeau, il fut « attaqué » par d'étranges parasites, appelés orbalisk, qui commencèrent à recouvrir son torse et son dos.  Malgré sa maîtrise du Côté Obscur, il ne parvint pas à s'en débarrasser,  et les parasites entrèrent en contact avec lui à travers la Force. Bane comprit alors l'énorme pouvoir qu'il pouvait acquérir par la symbiose avec ces parasites, qu'il remodela à sa guise. Il passa près de dix ans sur Dxun, entièrement consacré à son œuvre. Cette symbiose se fait cependant de manière irréversible rendant mortelle tout tentative pour expulser ces orbalisks, capables de s'étendre et d'infester progressivement la totalité du corps de leur hôte. Au terme de cette décennie, Bane s'était créé une armure parfaite sur tout le corps, le rendant insensible aux blasters et aux sabres lasers. Sa maîtrise de la Force augmenta de manière exponentielle et il développa de très bonnes capacités de régénérations.
Darth Bane et Darth Zannah affrontent des Jedi sur Tython. Les Sith y sont en infériorité numérique. Cependant, Bane tue deux Jedi. Les Sith finissent par triompher de ce combat. Zannah, après avoir vu son maître affaibli, se dit qu'il est temps pour elle de réclamer son titre de Dame noire des Sith en duel. Les deux Sith s'affrontent pour la dernière fois. Bane est vaincu et tué par son ancienne apprentie. Après la mort de son ancien maître, Zannah devient le maître Sith et prend elle-même une apprentie, Darth Cognus.

## Accueil
Le site Internet hitek.fr classe les principaux antagonistes de l'univers de Star Wars dans un article. Ce classement repose sur ce que chaque antagoniste apporte, subjectivement, à l'ensemble de l'œuvre Star Wars. La huitième place est attribuée à Dark Bane. L'auteur de l'article y explique que cette place s'y explique par son rôle de réformateur de l'ordre Sith, par la création de la Règle des deux, et par sa puissante maîtrise de la Force, qui lui a même permis de découvrir comment devenir immortel.